# Theodor Ludwig

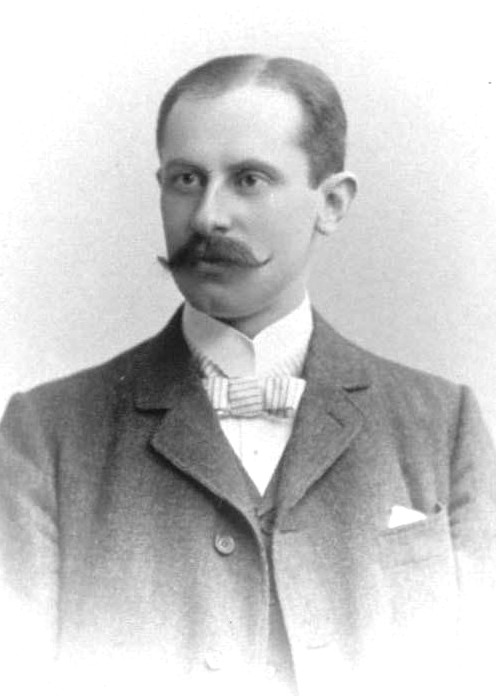
Theodor Ludwig, 1902

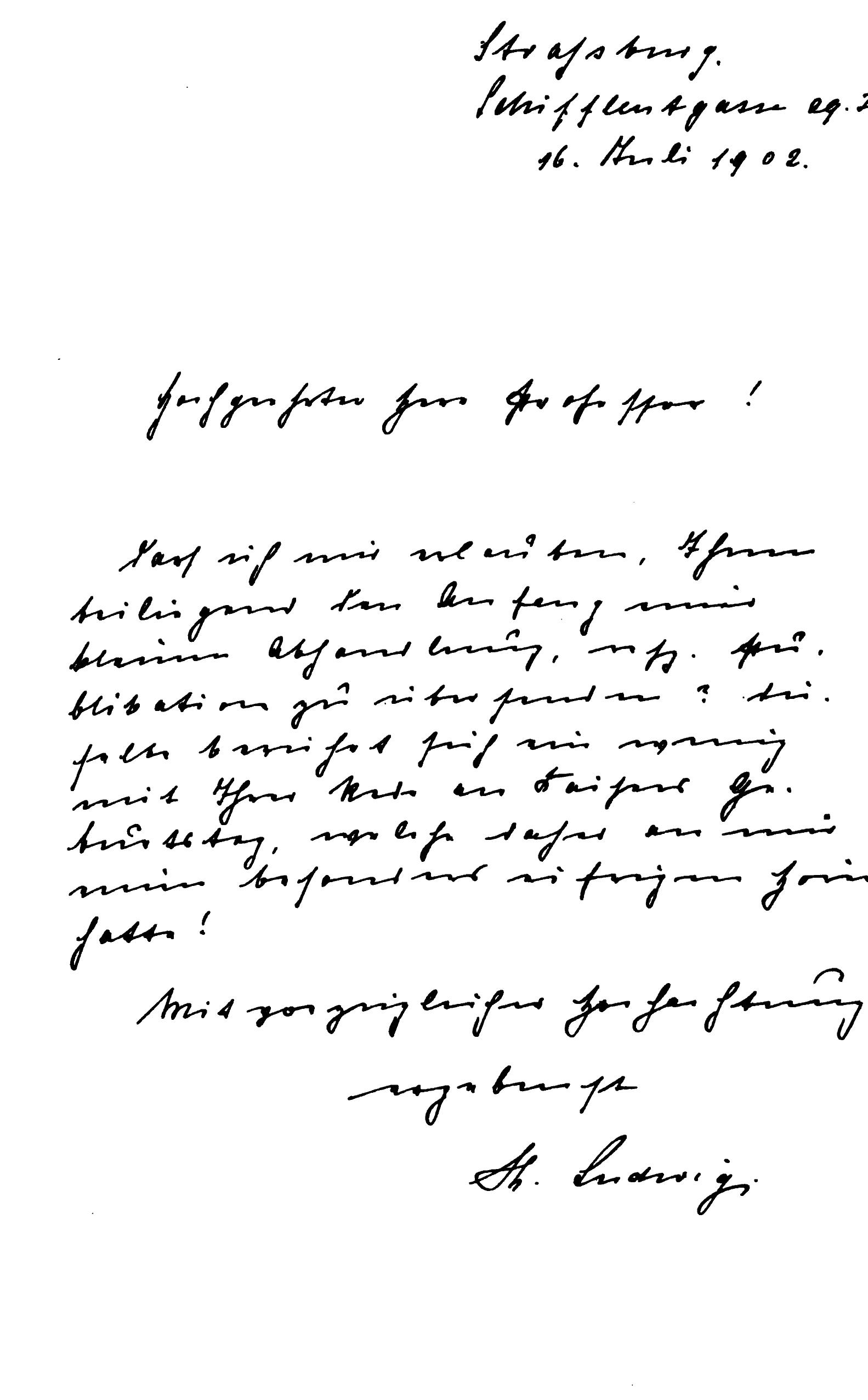
Autograph

Theodor Ludwig (* 25. Mai 1868 in Emmendingen; † 16. Oktober 1905 in Straßburg) war ein deutscher Historiker. 

## Leben und Wirken
Theodor Ludwig war der Sohn eines Apothekenbesitzers. Nach dem Besuch der Bürgerschule in Emmendingen absolvierte er von 1881 bis 1886 das Gymnasium in Freiburg im Breisgau. Anschließend studierte er in Straßburg und Berlin Geschichte und Staatswissenschaften. 1891 nahm er das Studium wieder in Straßburg auf. Bei Harry Bresslau entstand dort seine Erstlingsschrift Die Konstanzer Geschichtschreibung bis zum 18. Jahrhundert, mit der er am 4. November 1893 promoviert wurde; 1894 erschien die Arbeit im Druck.
Ludwig habilitierte sich am 29. Mai 1897 und wurde im Juni 1902 zum außerordentlichen Professor ernannt. Er war ständiger Mitarbeiter der Historischen Zeitschrift und der Vierteljahrschrift für Sozial- und Wirtschaftsgeschichte. Neben seiner Promotionsschrift gelten Der badische Bauer im 18. Jahrhundert (1896) und Die deutschen Reichsstände im Elsaß und der Ausbruch der Revolutionskriege (1898) als Hauptwerke seiner Forschertätigkeit.
Bereits seit seinen Studententagen litt Theodor Ludwig an Krankheiten. Er verstarb 1905 an Typhus und wurde auf dem Hügelfriedhof in Emmendingen beigesetzt. Eine Straße in Emmendingen ist nach ihm benannt.

## Werke
- Die Konstanzer Geschichtschreibung bis zum 18. Jahrhundert. Dissertation, 1894.
- Einige unbekannte Konstanzer Chroniken und Bischofsreihen des General-Landesarchivs zu Karlsruhe. In: Zeitschrift für die Geschichte des Oberrheins 49, 1895; S. 267–278.
- Der badische Bauer im 18. Jahrhundert. Straßburg, 1896
- Ein wiederaufgefundener Band der Mainzer Erzstiftschronik des Grafen Wilhelm Werner von Zimmern. In: Zeitschrift für die Geschichte des Oberrheins 51 (NF 12). 1897; S. 245–258.
- Die deutschen Reichsstände im Elsaß und der Ausbruch der Revolutionskriege, Trübner, Straßburg 1898 (Google Books).
- Aktenstücke zur Geschichte der Badischen Concordatsbestrebungen in der Zeit Napoleons I. Separatabdruck, 1902
- Eine neue Konstanzer Stadtchronik. In: Zeitschrift für die Geschichte des Oberrheins 59 (NF 20), 1905; S. 345